# عادل النكدي
عادل بن جميل بن بشير بن ناصيف النَّكَدي المعروف أيضاً بـعادل بك نَكَد (1891 - 31 يوليو 1926) حقوقي وصحفي لبناني. من أهل عبيه ودرس في مدرستها، ثم في المدرسة العلمانية في بيروت فنال شهادتها سنة 1913 ثم في كلية الحقوق سنة 1914 وعمل في التدريس. وسافر إلى لوزان 1924 فأتم دراسة الحقوق في جامعتها ونال شهادة دكتوراه 1926. ولما اشتدت الثورة على الاستعمار الفرنسي في سوريا وجبل الدروز، وهو في باريس فكتب كثيرا في جريدة الأومانيتيه عن الثورة. ونهض إلى بلاده ليدرك المعارك في أواخر أيامها. فجرح في معركة سيدي الناس وأصيب في بيت سحم برمية في صدره، يكرم كـ«شهيد الثورة».

## سيرته
ولد عادل بن جميل نكد في عبيه سنة 1891 ودرس في مدرستها، ثم في المدرسة العلمانية في بيروت فنال شهادتها سنة 1913 ثم في كلية الحقوق سنة 1914.

وفي أثناء الحرب العالمية الأولى انصرف إلى الدرس والترجمة والتأليف ثم إلى التعليم في مدرسة عبيه الرسمية سنة 1915، إلى أن الغيب هذه المدرسة. 

وفي سنة 1919 ذهب إلى الشام وعين أستاذاً للفلسفة وعلم النفس في مدرسة التجهيز الرسمية، ثم عاد إلى بيروت بعد العفو الذي صدر عنه بناء على تدخل الأمير أمين مصطفى أرسلان سنة 1921، وأخذ يعلم اللغة العربية في المدرسة العلمانية الفرنسية، ويتابع درس الحقوق، ثم تحول إلى مدرسة الحقوق الفرنسية في القاهرة، ثم عاد إلى لبنان سنة 1923 فعيّن مديراً لمدرسة عين قنية، وأخذ يكتب في جريدة المنبر فما لبث أن نزل إلى بيروت سنة 1924، ثم ذهب إلى فلسطين، ثم إلى سويسرا حيث انتسب إلى جامعة لوزان ونال شهادة الحقوق ثم الدكتوراه من باريس سنة 1925. «أما تنقلاته الكثيرة هذه فكانت من جراء ملاحقة الفرنسيين له بسبب مواقفه الوطنية ضدهم» كما قال محمد خليل الباشا. 

وعندما نشبت الثورة الدرزية سنة 1925 في جبل الدروز، كان في باريس يجاهد معها بلسانه وقلمه «وكان كل همه أن يفهم أصحاب الرأي أن هناك قضية أسمها القضية العربية السورية.» وفي ربيع سنة 1926، ما إن فرغ من مراسم إحراز شهادة الدكتوراه، حتى جاء من أوروبا رأساً إلى أرض المعركة، فكانت منطقة الغوطة ساحة المعارك التي خاضها النكدي ضد الفرنسيين، وكان من عادته ألا يستتر في أثناء القتال فأصيب في كتفه في معركة سيدي الناس في 19 تموز 1926 التي قابل فيها جيشاً يبلغ الألفين ومعه تسعة وعشرون مجاهداً وفي 31 تموز من السنة نفسها، «وكان يقاتل وهو جريح منذ عشرة أيام لا يرحم نفسه ولا یصغي إلى رفقائه المجاهدين أصابته رصاصة في صدره»، ودفن في قرية بابيلا.

وفي سنة 1946 جری نقل رفاته من سوريا إلى لبنان في احتفالات رائعة في المرجة (دمشق) وفي لبنان، تم لف نعشه بالعلمين السوري واللبناني وتكلم في هذه الاحتفالات عدد من كبار الشخصيات الرسمية والوطنية في كلا البلدين. نقل نعشه إلى عبيه في ضريح أقيم عليه نصب عبثت به أثناء الاجتياح الكتائبي سنة 1983.

## آثاره
كتب مقالات كثيرة في المنبر والحقيقة والرأي العام باسمه الصريح أحياناً، وباسم مستعار أحياناً أخری. قال عنه الأب لويس شيخو في كتابه الآداب العربية «كان عادل متعمقاً في الآداب العربية، يكتب ويخطب وينشئ المقالات الواسعة، وقد نقل من الفرنسية كتاب انيان فلاندان النظام السياسي لأوروبا المعاصرة. 

فنشر قسمه الأول المتعلق بدولة بريطانيا العظمى، وكتاب تربية الأحداث وكتب بالفرنسية الأصول الإدارية في الإسلام (Essai sur Les Principes Administratives dans L'Islam) وهو الأطروحة التي قدمها لنيل الدكتوراه، وكتب عدة مقالات سياسية وأدبية في الصحف الوطنية والأجنبية بعضها باسمه الصريح وبعضها باسم عبد الله بن عبد الله والتحق في باريس بالجمعية السورية العربية فبث فيها روحاً جديدة من الوفاق والنشاط.